# Stazione di Gaeta
La stazione di Gaeta è una stazione ferroviaria dismessa posta sull'istmo di Montesecco, nei pressi del Monte Orlando, sul confine dei quartieri Porto Salvo e Serapo.

## Storia
La prima stazione di Gaeta fu costruita nel 1892 nel territorio di Elena come capolinea della linea degli Aurunci e fu inaugurata il giorno 3 maggio dello stesso anno alla presenza delle massime autorità locali. Non colpita dalla prima guerra mondiale, lo fu invece dalla seconda, che distrusse completamente il fabbricato viaggiatori. Si decise, quindi, di costruire il nuovo in posizione più arretrata rispetto al primo, dirimpetto alla vetreria, la quale fu collegata con un binario alla linea ferroviaria. Da quando, nel 1966, la ferrovia fu chiusa al servizio per i passeggeri, la stazione rimase soltanto come abitazione del capostazione e, dopo la chiusura definitiva della ferrovia nel 1981, essa fu venduta a dei privati. Al 2015 il pian terreno è adibito a bar, mentre quello superiore ad abitazione privata. Per il futuro si prevede la ricostruzione totale della stazione e del piazzale che un tempo era utilizzato come deposito merci.
Dal 1º giugno 2012 il nome di Gaeta è stato aggiunto a quello di Formia (diventando così stazione di Formia-Gaeta) relativo alla stazione della linea ferroviaria Napoli-Roma.
Il 15 gennaio 2020, il fabbricato viaggiatori e il piazzale della stazione entro un'area di 2737 m², riguardante per l'esattezza tutta l'area del marciapiede davanti all’edificio, i passi carrabili e le aree retrostanti che danno all'interno del piazzale della stazione, sono state cedute dal Consorzio Industriale del Sud Pontino alla immobiliare Cavour, con sede a Gaeta.

## Strutture e impianti

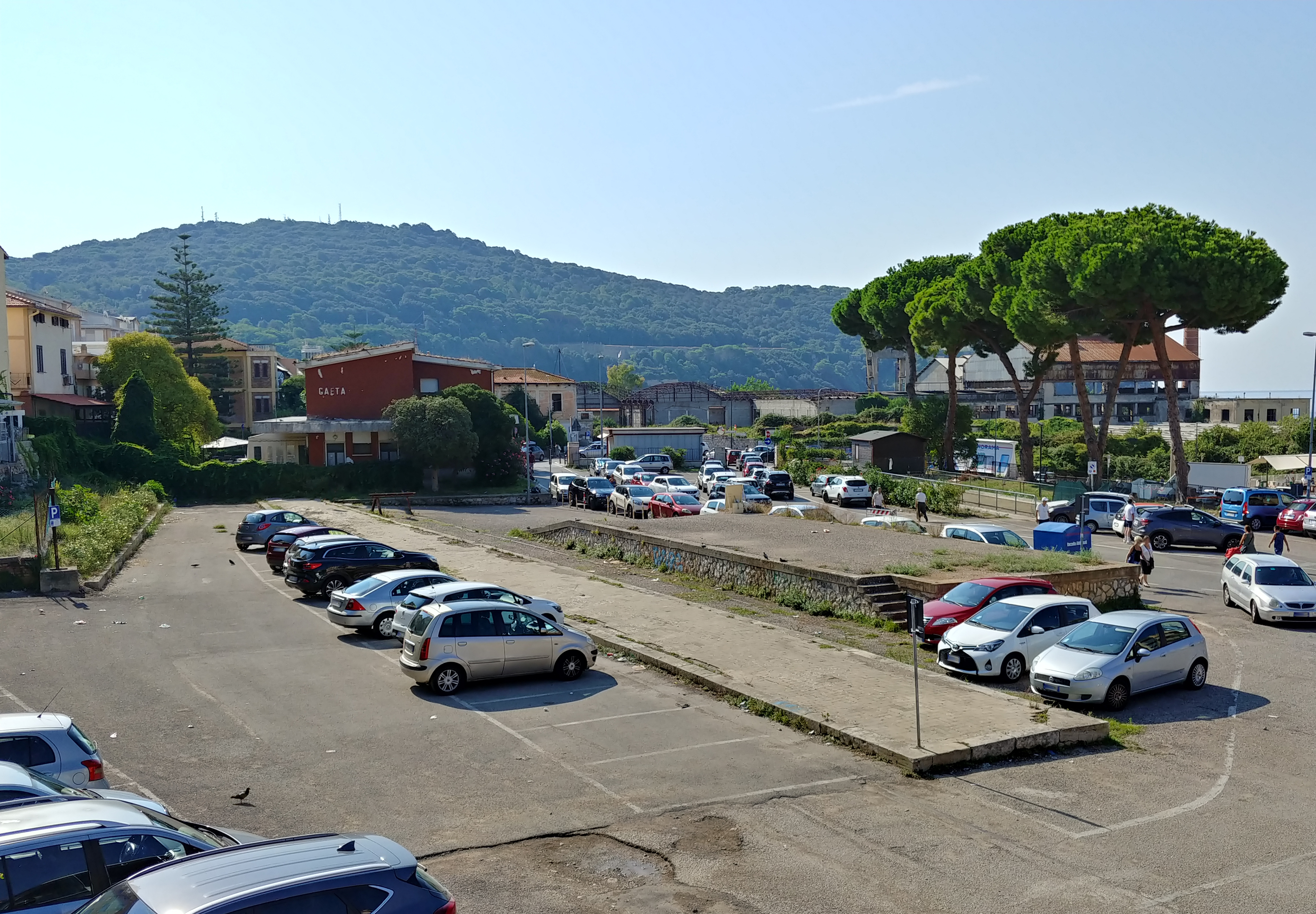
Il piazzale Ferrovia, alle spalle della stazione

Il fabbricato viaggiatori è costituito da una piccola costruzione su due piani che si affaccia sia sul piazzale interno che su via Giuseppe Mazzini. Sopra la facciata posteriore, che come le altre è stata dipinta in rosso, si trova una vecchia scritta in rilievo col nome Gaeta. Inoltre, nel giardino del bar, si vedono ancora nitidamente i binari del tronchino adibito alla salita e discesa dei passeggeri.
Tutta l'area asfaltata che si trova dietro e sulla sinistra del fabbricato passeggeri, denominata "piazzale Ferrovia", un tempo era occupata dai binari su cui sostavano i carri merci che aspettavano di essere caricati o svuotati. Tuttavia, in alcuni punti, riaffiorano dal cemento alcuni tratti di binari, che non sono mai stati rimossi. Inoltre ci sono ancora due alte piattaforme dalle quali si caricavano le merci sui treni. Al 2016 il piazzale è adibito a parcheggio pubblico gestito dal comune di Gaeta ed è sede del mercato settimanale.
L'11 giugno 2020 è stato dato il via ai lavori per la costruzione di una nuova stazione ferroviaria capolinea di Gaeta distante pochi metri da quella originaria e del ripristino della tratta fino a Formia.